# 库布勒维
库布勒维（法語：Coublevie，法語發音：[kubləvi]）是法国伊泽尔省的一个市镇，位于该省中部，属于格勒诺布尔区。

## 地理
库布勒维（45°21'20"N, 5°37'0"E）面积7.05 平方千米，位于法国奥弗涅-罗讷-阿尔卑斯大区伊泽尔省，该省份为法国东南部内陆省份，北起顺时针与安省、萨瓦省、上阿尔卑斯省、德龙省、阿尔代什省、卢瓦尔省和罗讷省。
与库布勒维接壤的市镇（或旧市镇、城区）包括：瓦龙、拉比斯、圣艾蒂安德克罗塞、圣让德穆瓦朗、拉叙尔昂沙特勒斯。

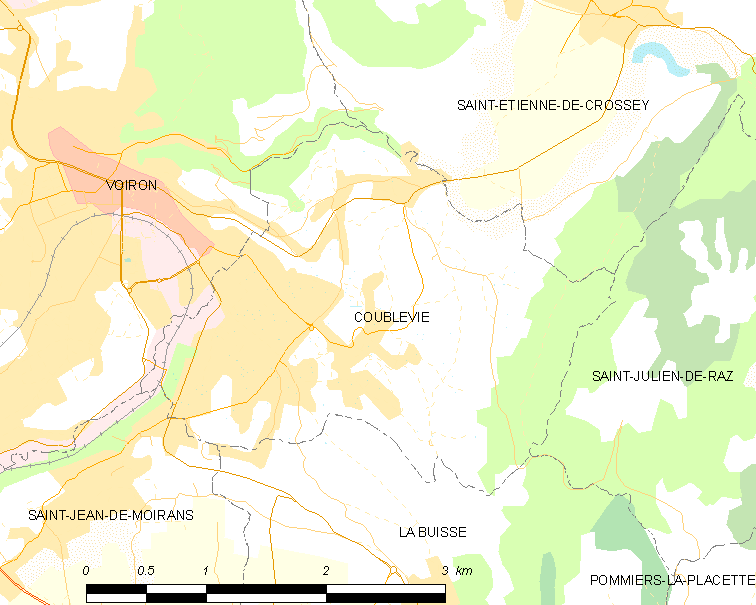
库布勒维的OSM定位图

库布勒维的时区为UTC+01:00、UTC+02:00（夏令时）。

## 行政
库布勒维的邮政编码为38500，INSEE市镇编码为38133。

## 政治
库布勒维所属的省级选区为瓦龙县。

## 人口

1962-2008年间库布勒维人口变化图示

库布勒维于2022年1月1日时的人口数量为5409人。